# Arménská eparchie Adana
Eparchie Adana je titulární diecéze arménské katolické církve.

## Historie
Adana je město v dnešním Turecku.
Eparchie byla zřízena roku 1774 kdy došlo k rozdělení Arménské apoštolské církve a část věřících se připojila k Svatému stolci.
Roku 1972 byla eparchie zrušena a bylo z ní vytvořeno titulární biskupské sídlo arménské katolické církve; současným titulárním (arci)biskupem je Neshan Karakéhéyan, emeritní patriarchální administrátor eparchie Isfahán.

## Seznam biskupů
- Krikor Kupelian (1774–1788)
- Manuel Periatzi (1805–1813)
- Stepanos Holassian (1820–1861)
  - Sede vacante (1862–1885?)
- Garabet Aslanian (1885–1890)
- Boghos Terzian (1892–1910)
- Pasquale Haroutyoun Keklikian (1911–1934)

## Seznam titulárních biskupů
- Joseph Gennangi (1972–1981)
- Neshan Karakéhéyan, I.C.P.B. (od 2005)